# Cantó de Brest-Recouvrance
El cantó de Brest-Recouvrance (bretó Kanton Brest-Rekourañs) és una antiga divisió administrativa francesa situat al departament de Finisterre a la regió de Bretanya. Va existir de 1973 a 2015.

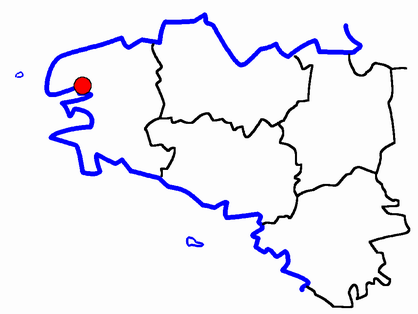
Situació del cantó

## Composició
El cantó aplega la fracció de Recouvrance/Rekourañs de Brest.

## Història
| Data d'elecció                           | Identitat      | Partit | Qualitat |
| ---------------------------------------- | -------------- | ------ | -------- |
| 2004-2011                                | Yves Ménesguen | PS     |          |
| 2011-2015                                | Marie Gueye    | PS     |          |
| les dades anteriors no són pas conegudes |                |        |          |
|                                          |                |        |          |